# La Vie de château (série télévisée)
Pour les articles homonymes, voir La Vie de château.
La Vie de château est une série d'animation familiale française, tirée d'une série de livres pour enfants écrite par Clémence Madeleine-Perdrillat.

## Distribution
- Frédéric Pierrot
- Anne Alvaro
- Thierry Lhermitte
- Nina Perez-Malartre
- Malcolm Vallet-Armellino
- Céline Ronté

## Épisodes

### Saison 1
1. Violette et Régis
2. Noël en famille
3. Un château sous les eaux
4. Monter sur scène
5. Le Fantôme de Versailles